# Andrònic Paleòleg (gendre de Teodor I)
Andrònic Paleòleg, en grec medieval Ἀνδρόνικος Παλαιολόγος, fou un funcionari romà d'Orient de la noble família dels Paleòlegs.
Es va casar amb Irene Làscaris, la filla gran de l'emperador Teodor I Làscaris que romania a Nicea, ja que Constantinoble estava ocupada pels llatins. Així va esdevenir el gendre de l'emperador assolint una posició rellevant a la cort.
No es coneix el seu origen ni res dels primers anys de la seva vida, vida, fins i tot el seu nom és dubtós, ja que el metropolità d'Efes, Nicolau Mesarites, que va celebrar el seu matrimoni, l'anomena Constantí Ducas Paleòleg. Tots els cronistes romans d'Orient, començant per Jordi Acropolita que es la font principal de la seva vida, l'anomenen Andrònic, i es creu que Nicolau Mesarites va cometre un error, o potser un copista posterior.
Se sap que va participar l'any 1211 en una batalla contra l'Imperi Llatí d'Orient, i que va lluitar en la defensa d'algunes ciutats contra Enric I de Flandes, va ser capturat però deixat en llibertat. Es va casar amb Irene Làscaris, la filla gran de Teodor I Làscaris. Després del seu matrimoni, Andrònic va ser nomenat dèspota i es va convertir en l'hereu natural de Teodor, que no havia tingut fills mascles. Va morir poc després, d'un problema sexual no identificat, segons Jordi Acropolita, i Irene es va tornar a casar amb Joan III Ducas Vatatzes, que va succeir Teodor com a emperador.